# Мирослав Мамула
Мирослав Мамула (чеськ. Miroslav Mamula; 5 червня 1930, Сілезька Острава — 6 травня 1986, Острава) — чехословацький комуністичний політик, член ЦК КПЧ, перший секретар Північно-Моравського крайового комітету КПЧ з центром в Остраві у 1970—1986 роках. Дотримувався ортодоксального стилістичного курсу, був супротивником Празької весни. У 1968 році підтримав інтервенцію Варшавського договору, виступав жорстким провідником «нормалізації».

## Партійний функціонер
Народився у чеській робітничій сім'ї. У молодості працював на текстильній фабриці Slezan у Фрідек-Містеку. З 1947 року був членом Комуністичної партії Чехословаччини (КПЧ). У 1948 році, після лютневого перевороту та приходу до влади КПЧ, обійняв на фабриці адміністративну посаду.
У 1955 році Мамула перейшов у партійний апарат. Отримав призначення секретарем з ідеології міського комітету КПЧ Фрідек Містека. З 1962 року — секретар з оргпитань міськкому КПЧ в Остраві — центрі Північно-Моравського краю (нині — Моравсько-Сілезький край Чехії). З 1966 року — завідувач відділу будівництва та транспорту Північно-Моравського крайового комітету КПЧ. У 1969 році — секретар-куратор парторганізацій на промислових підприємствах.

## Островський секретар
Мамула дотримувався ортодоксально-комуністичних сталіністських поглядів, був прихильником курсу та спадщини Клемента Ґотвальда. Він негативно сприйняв реформи Празької весни. Підтримав інтервенцію Варшавського договору у серпні 1968 року та політику «нормалізації». З 1970 до 1986 рік Мирослав Мамула — перший секретар Північно-Моравського комітету КПЧ. Очолював регіональне відділення Національного фронту. Був членом ЦК КПЧ. З 1971 до 1986 рік — депутат Національних зборів ЧССР.
Мирослав Мамула був майже необмеженим правителем регіону. Провадив жорсткі ідеологічні кампанії. У своїх настановних виступах Мамула особливо зазначав, що «частина робітників перейшла на бік ворогів нашої соціалістичної політики та союзу з СРСР», викривав «ренегатів», звеличував марксизм-ленінізм і «нове керівництво на чолі з товаришем Гусаком». Підкреслював повновладдя КПЧ, орієнтацію на СРСР, обіцяв «не допустити Прагу в Остраві» (малося на увазі недопущення якогось дисидентства й інакомислення). Погрожував знищенням будь-якої опозиції. Фігура Мирослава Мамули викликала страх у регіоні.
Мирослав Мамула навіть провадив свою зовнішню політику. У 1980—1981 роках він виступав за силове придушення руху Солідарність у Польщі. Північно-Моравський край ЧССР межував з Катовицьким воєводством ПНР. Мамула встановив прямий зв'язок із першим секретарем Катовицького воєводського комітету ПОРП Анджеєм Жабинським — також видатним представником ортодоксального «бетону». Жабинський регулярно відвідував Остраву, Мамула — Катовиці. В Остраві було влаштовано приміщення для прийому катовицьких функціонерів ПОРП із сім'ями, розташовувалась поліграфічна база сталінського Катовицького партійного форуму. Мамула і Жабинський готували конкретні плани військового вторгнення до Польщі з чехословацької території, подібно до інтервенції до Чехословаччини 1968 року. Але такий розвиток подій вдалося запобігти.
Жорсткою була й соціальна політика Мамули. За його вказівкою у Північно-Моравському краї було запроваджено так звану «мамулівку» — додаткові робочі суботи. У закладах громадського харчування середами подавалися тільки вегетаріанські страви — для економії м'ясних продуктів.

## Смерть і пам'ять
Помер Мирослав Мамула незадовго до свого 56-річчя. Некролог опублікували у центральному органі КПЧ «Rudé právo». Серед причин смерті — зловживання алкоголем (таку ж пристрасть польський генерал Ян Лазарчик відзначав у Жабинського).
У сучасній Чехії діяльність Мамули розцінюється вкрай негативно. Передбачається, що якби він дожив до Оксамитової революції, то неодмінно застосував би проти демонстрантів збройну силу — принаймні партійну міліцію (навіть якби не мав на це вказівок із Праги). Деякі симпатії щодо нього висловлюють лише комуністичні функціонери. Островський представник КПЧМ Йозеф Бабка стверджував, ніби люди плутають Мирослава Мамулу з тезкою та однофамільцем — генералом ЧНА, і найчастіше приписують першому риси другого.
Мирослав Мамула був одружений, мав шістьох дітей.